# Un lugar para juntarnos
Un lugar para juntarnos es el primer álbum de la banda argentina de punk rock Bulldog.

## Descripción
Algunos de los temas contenidos en el CD como "Cementerio punk", "Totalmente podrido", "No vamos a perder", "No te aguanto más" y "Rony to midnight" ya habían sido publicadas en el demo Cementerio punk.

## Lista de temas
1. No te aguanto más
2. Cementerio Punk
3. Pudriéndola
4. Otra vez
5. Vamos a buscar
6. Quinceañera
7. Más que diez
8. Piruvari (mundo irreal)
9. Piu Avanti
10. Tu asesino
11. Volar Volar
12. Se puede
13. Rony to midnight
14. No vamos a perder
15. Totalmente podrido
16. No me importa